# Кизил-Яр (Єрмекеєвський район)
Кизи́л-Яр (рос. Кызыл-Яр, башк. Ҡыҙылъяр) — село у складі Єрмекеєвського району Башкортостану, Росія. Входить до складу Кизил-Ярської сільської ради.
Населення — 72 особи (2010; 87 в 2002).
Національний склад:
- башкири — 84 %